# Kerala

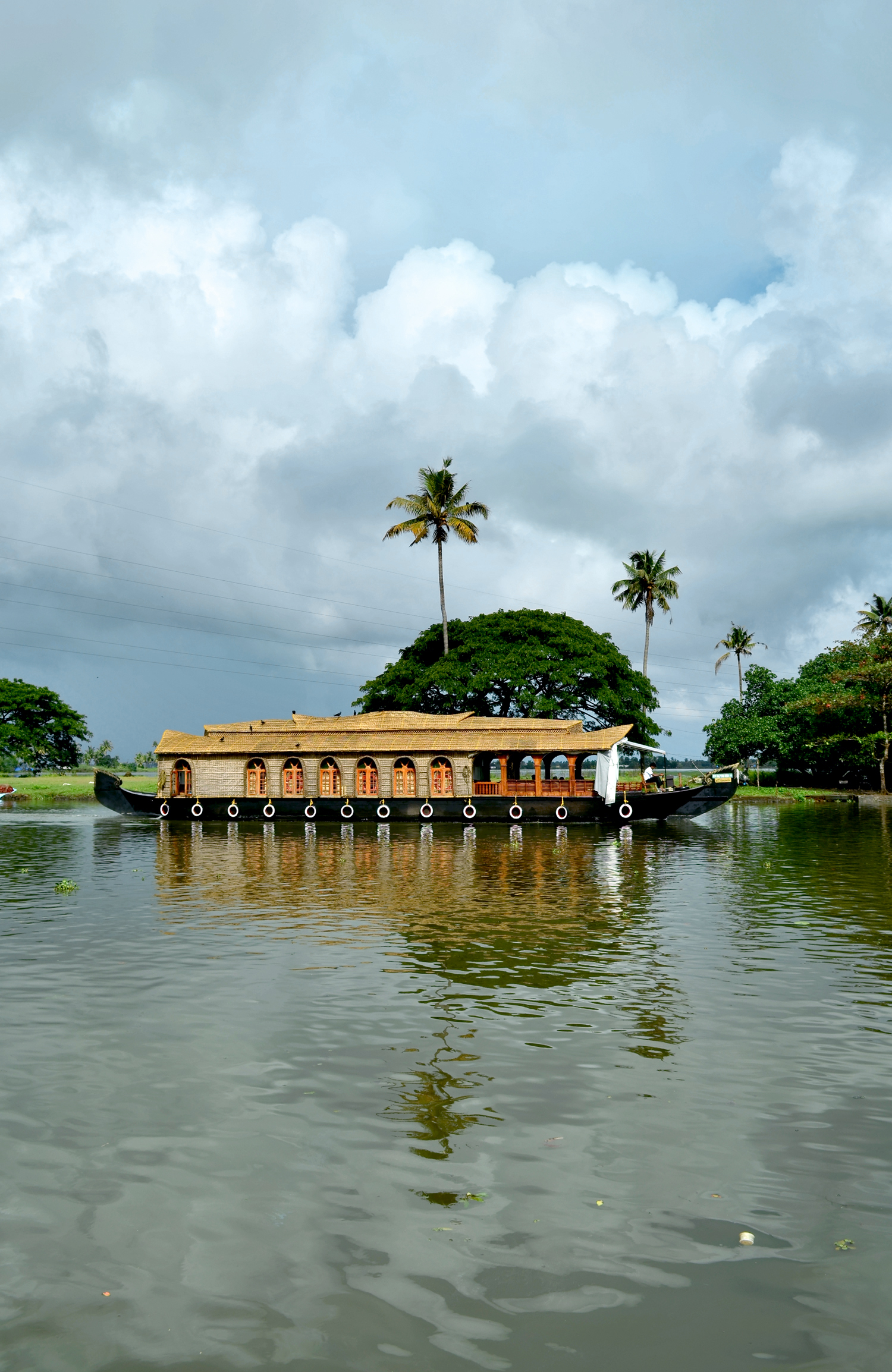
Hausboot, Vembanad-See

Kerala (Malayalam കേരളം Kēraḷam) ist ein Bundesstaat an der Malabarküste im Südwesten Indiens mit einer Fläche von 38.863 km² und etwa 33,4 Millionen Einwohnern (Volkszählung 2011). Die Hauptstadt ist Thiruvananthapuram, das ehemalige Trivandrum.
Die Bevölkerungsdichte beträgt 859 Einwohner je km². Damit gehört der Staat zu den am dichtesten besiedelten Regionen Indiens. Hinsichtlich der sozialen Entwicklungsindikatoren (Alphabetisierungsgrad, gesellschaftliche Stellung der Frau, wirtschaftliche Entwicklung, Kontrolle des Bevölkerungswachstums) belegt Kerala einen der Spitzenplätze unter den indischen Bundesstaaten.
Der Bundesstaat Kerala wurde 1956 nach den Sprachgrenzen des Malayalam geschaffen. Der Name Kerala bedeutet wörtlich „Land der Kokospalmen“. Abgeleitet ist er von den Malayalam-Wörtern kera für „Kokospalme“, die überall in der Region in großer Zahl zu finden sind, und alam für „Land“.

## Geographie

### Lage und Ausdehnung

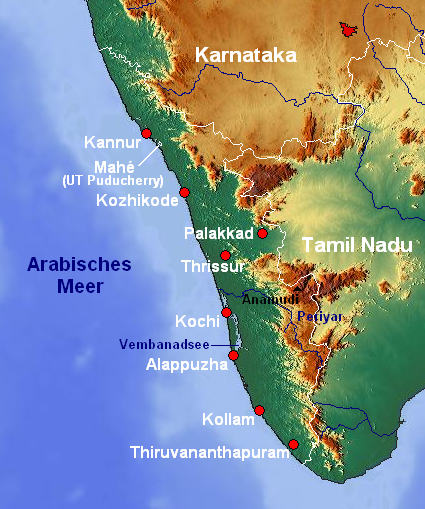
Topografische Karte Keralas

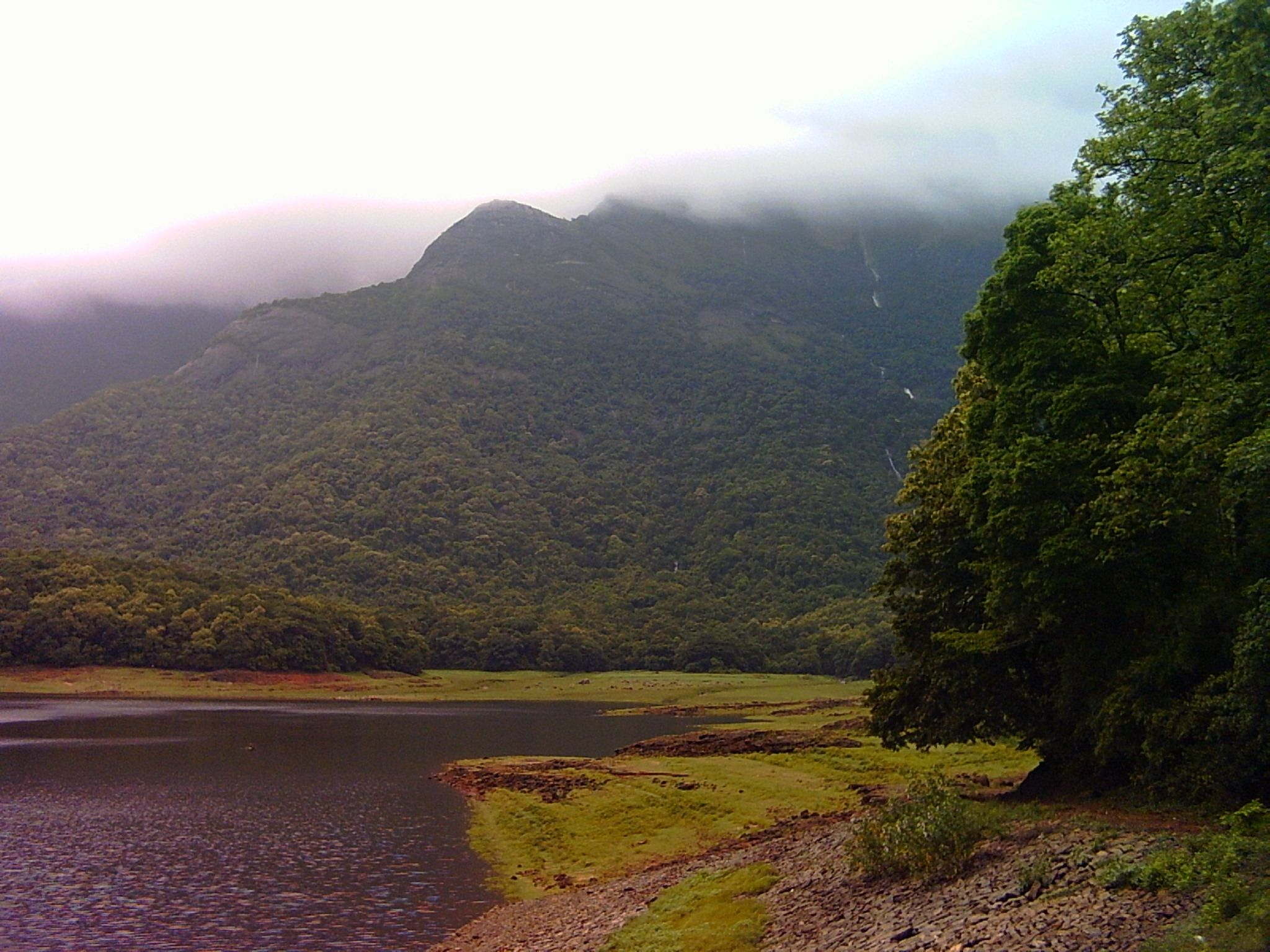
Nelliampathi-Berge in den Westghats

Kerala grenzt im Norden an den Bundesstaat Karnataka, im Osten wird es durch die Westghats von Tamil Nadu abgeschirmt und im Westen durch das Arabische Meer begrenzt. Der zum Unionsterritorium Puducherry gehörende Ort Mahé liegt als Exklave im Norden des Staates. Kerala nimmt fast die gesamte Malabarküste ein. Insgesamt beträgt die Küstenlänge rund 590 Kilometer.

### Landschaftsformen
Die teils noch dicht bewaldeten Westghats im Osten steigen im Durchschnitt 1500 Meter auf. Die höchste Erhebung des Bundesstaates und der gesamten Westghats ist der 2695 Meter hohe Anamudi. Das Gebirge fällt nach Westen über eine Hügellandschaft zur höchstens 120 Kilometer breiten, fruchtbaren Küstenebene am Arabischen Meer ab. Über den mittleren Küstenabschnitt, zwischen Kochi und Kollam, erstrecken sich die Wasserstraßen, Seen und Lagunen der Backwaters. Deren größtes Gewässer ist der Vembanadsee südlich von Kochi. Fast alle Flüsse entspringen in den Westghats. Keralas längster Strom ist der Periyar.

### Klima
Das Klima ist tropisch mit geringen Temperaturschwankungen im Jahresverlauf und wird stark vom Monsun beeinflusst. Der Südwestmonsun setzt in Kerala im Regelfall Anfang Juni ein und bringt bis Oktober ergiebige Niederschläge. Fast die gesamte jährliche Niederschlagsmenge, die zwischen 1250 mm im Tiefland und 5000 mm im Gebirge beträgt, fällt während der Monsunperiode. Von Oktober bis Mai ist es zwar trocken, die Luftfeuchtigkeit ist aber dennoch ganzjährig hoch. 2001 machte ein Roter Regen in Kerala von sich reden.

## Bevölkerung

### Sprachen

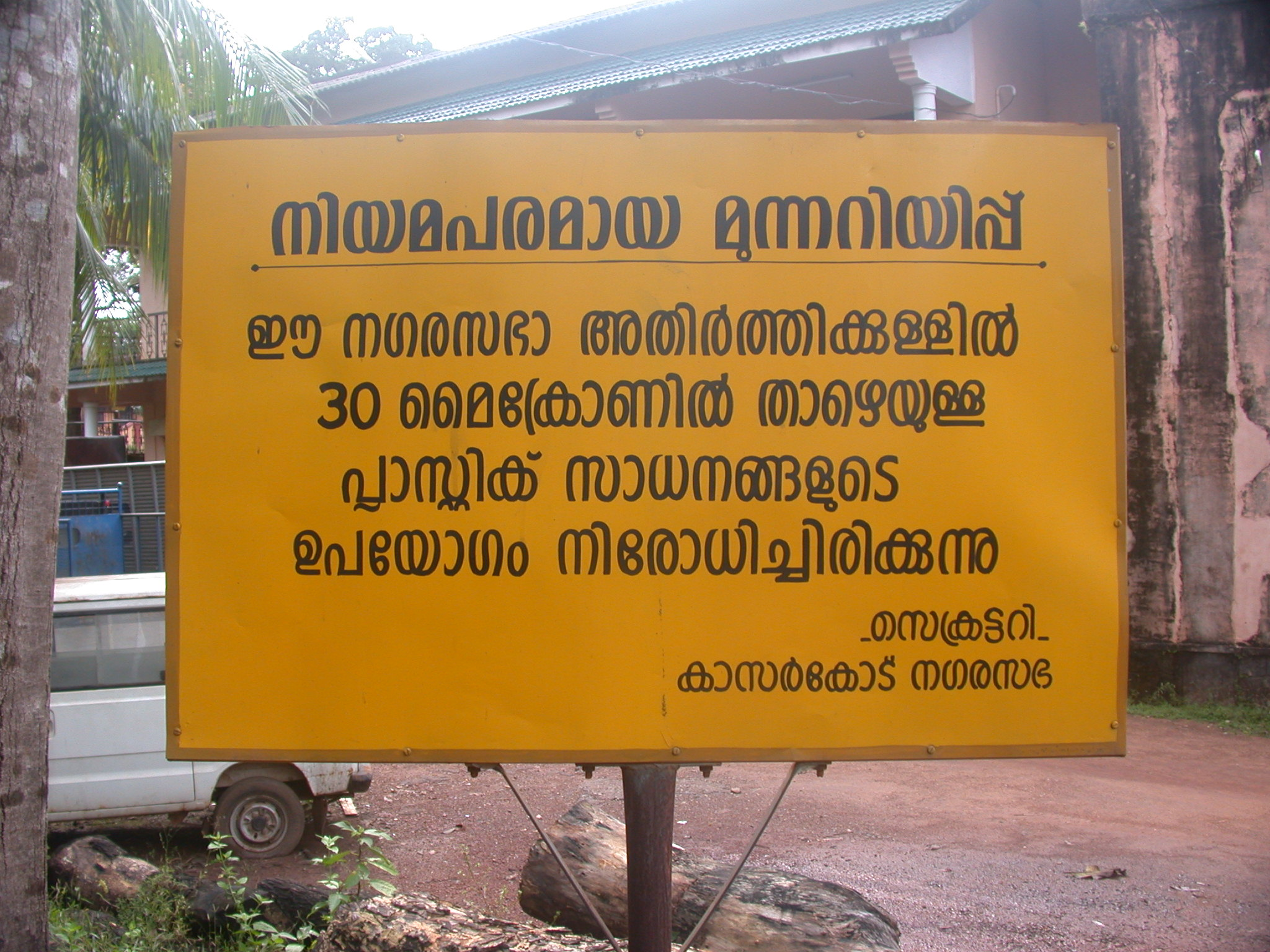
Ein Schild auf Malayalam in Kasaragod

Kerala ist ein sprachlich sehr homogener Bundesstaat. Die Hauptsprache Malayalam wird von 97 Prozent der Bevölkerung gesprochen. Es dient als alleinige Amtssprache des Bundesstaates. Die größte Minderheit sind die Sprecher des Tamil, die vor allem in den Distrikten Palakkad und Idukki leben. Im nördlichsten Distrikt Kasaragod wird von etwa 125.000 Menschen Tulu gesprochen. Entlang der Küste leben außerdem rund 70.000 Konkani-Sprecher. Koraga ist die Muttersprache einiger tausend Stammesangehöriger im Norden. Englisch ist als Bildungs- und Wirtschaftssprache weit verbreitet.
| Sprache   | Sprecher   | Anteil |
| --------- | ---------- | ------ |
| Malayalam | 32.413.213 | 97,0 % |
| Tamil     | 502.516    | 1,5 %  |
| Sonstige  | 490.332    | 1,5 %  |
| Summe     | 33.406.061 | 100 %  |

### Religionen

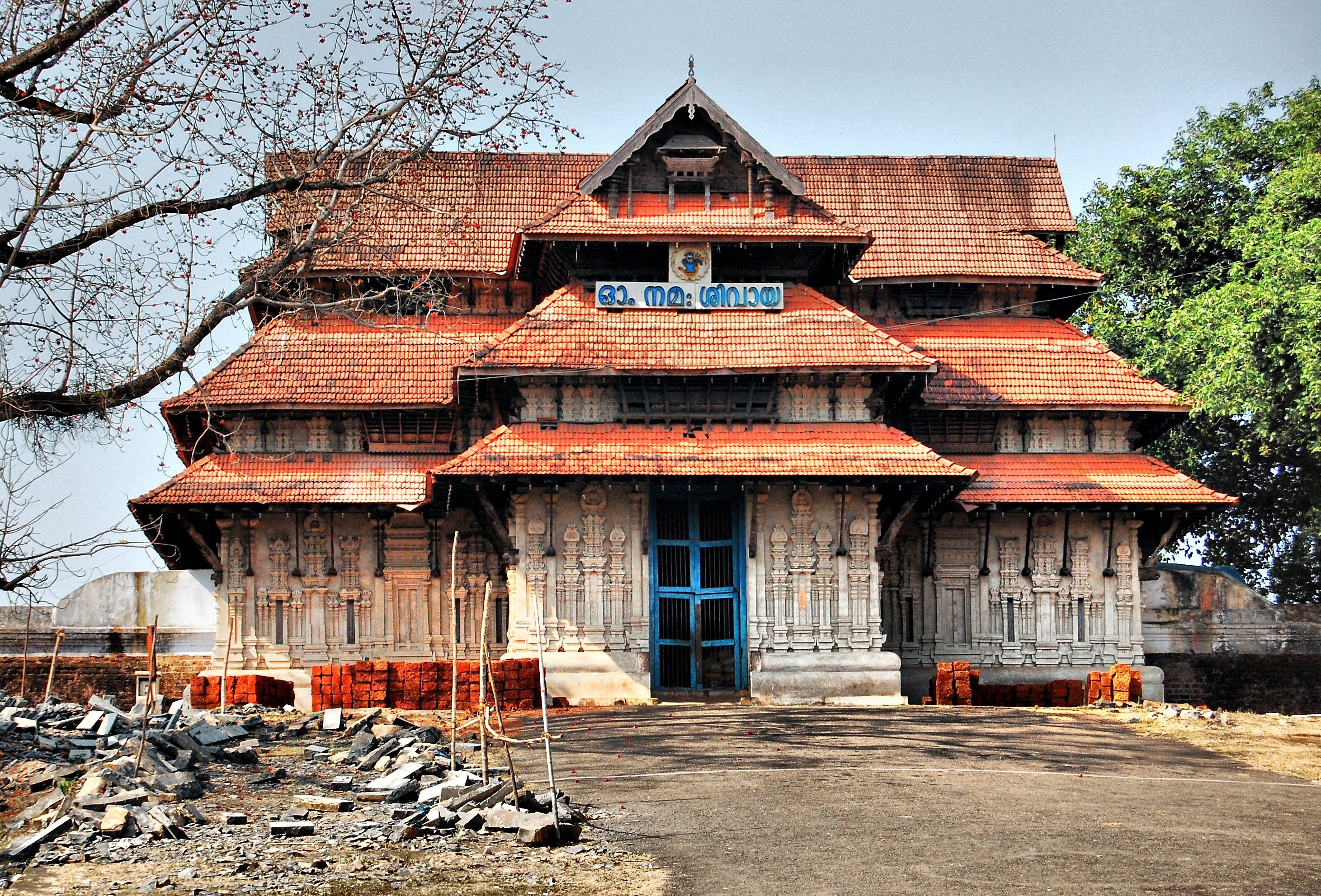
Vadakkunnathan-Tempel in Thrissur

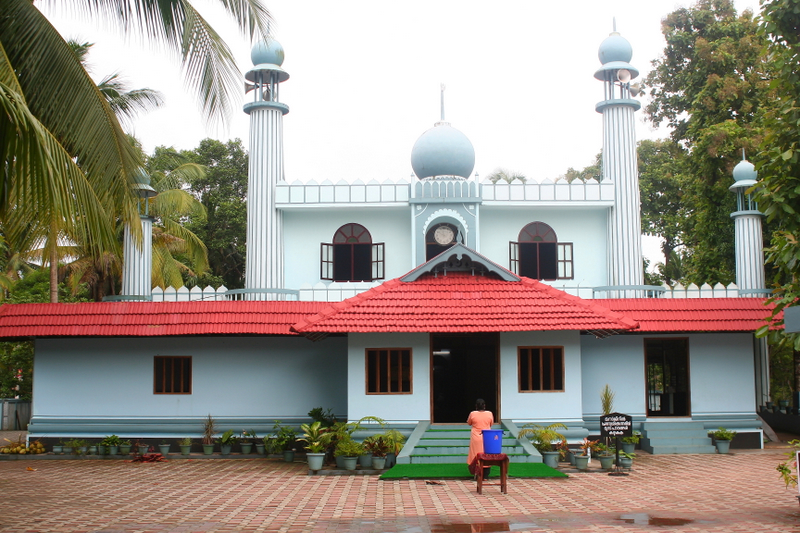
Cheraman-Freitagsmoschee in Kodungallur

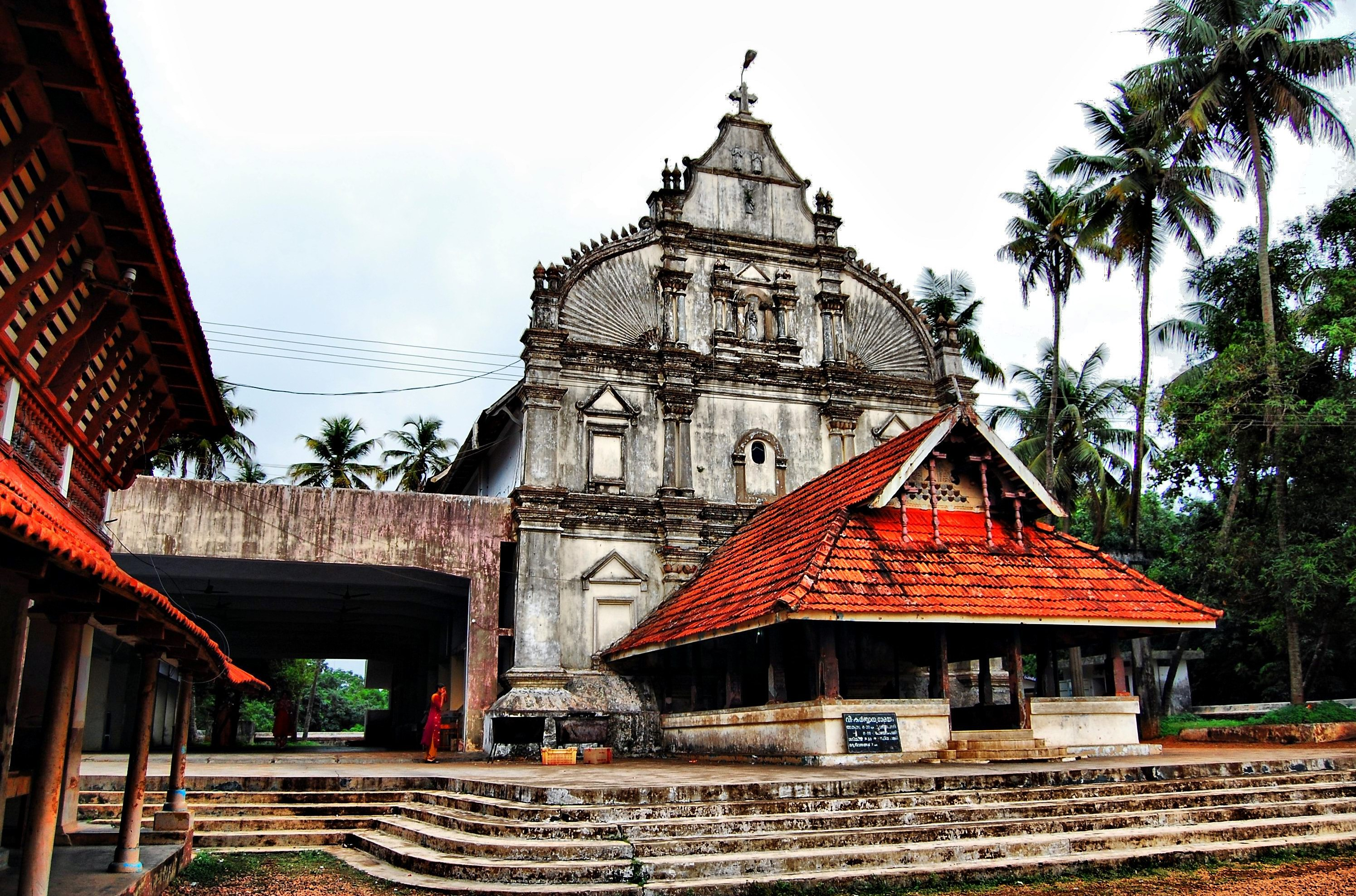
Kirche in Kadamattom

In religiöser Hinsicht ist Kerala gemischt. Hindus stellen mit 55 Prozent (Volkszählung 2011) der Bevölkerung zwar die Bevölkerungsmehrheit, ihr Anteil ist aber deutlich niedriger als im landesweiten Durchschnitt, wo er etwa 80 Prozent beträgt. Der Anteil von Muslimen (27 Prozent) und Christen (18 Prozent) liegt dabei deutlich über den gesamtindischen Durchschnitt (14 Prozent bzw. 2 Prozent). Die verschiedenen Glaubensrichtungen sind bereits seit vielen Jahrhunderten in Kerala vertreten und existieren weitgehend friedlich nebeneinander.
Der Islam wurde in Kerala nicht wie in Nordindien durch zentralasiatische Eroberer, sondern schon deutlich früher durch arabische Händler eingeführt. So soll die Cheraman-Freitagsmoschee in Kodungallur im Jahr 629 – also noch zu Lebzeiten des Propheten Muhammad – erbaut worden sein. Heute gehört Kerala zu den indischen Bundesstaaten mit dem höchsten muslimischen Bevölkerungsanteil. Vor allem in Nordkerala ist der Islam stark vertreten. Im Distrikt Malappuram stellen Muslime sogar die Bevölkerungsmehrheit.
Mit über sechs Millionen Christen beherbergt Kerala die größte christliche Population aller indischen Bundesstaaten. Am höchsten ist der christliche Bevölkerungsanteil in den Distrikten Zentralkeralas (Kottayam, Ernakulam etc.), wo um die 40 Prozent der Einwohner christlichen Glaubens sind. Die Christen Keralas sind vor allem Thomaschristen, die ihren Ursprung bis auf den Apostel Thomas zurückführen. Sie sind in verschiedene Konfessionen gespalten: Anhänger der Römisch-katholischen Kirche oder der mit Rom unierten Ostkirchen, d. h. die Syro-Malabaren, die Syro-Malankaren und die Lateinische Kirche (Westkirche), bilden die Mehrheit; außerdem gibt es indisch-orthodoxe (Malankara Orthodox-Syrische Kirche), syrisch-orthodoxe und anglikanische Christen sowie eine kleine Minderheit von Protestanten. Die Thomaschristen der verschiedenen Richtungen sind fest in die Gesellschaftsordnung integriert. Sie werden als konvertierte Brahmanen angesehen, missionieren nicht und bilden eine der oberen Schichten bzw. Kasten in Kerala. Dagegen sind die Angehörigen der Lateinischen Kirche und der protestantischen Missionskirchen zumeist niedrigkastige oder kastenlose Konvertiten.
Bis ins 20. Jahrhundert gab es in Kerala eine nennenswerte jüdische Bevölkerungsgruppe, die sogenannten Cochin-Juden. Diese sind laut ihrer eigenen Überlieferung seit der Zerstörung des Tempels im 1. Jahrhundert, spätestens aber seit dem frühen Mittelalter in Kerala ansässig. Seit der Gründung Israels sind fast alle Cochin-Juden dorthin ausgewandert.
| Religion    | Angehörige | Anteil |
| ----------- | ---------- | ------ |
| Hinduismus  | 18.282.492 | 54,7 % |
| Islam       | 8.873.472  | 26,6 % |
| Christentum | 6.141.269  | 18,4 % |
| Sonstige    | 108.828    | 0,3 %  |
| Summe       | 33.406.061 | 100 %  |

### Bildung
Von allen Bundesstaaten Indiens weist Kerala mit 93,9 Prozent (Männer: 96,0 Prozent, Frauen: 92,0 Prozent) die höchste Alphabetisierungsrate auf. Der gesamtindische Durchschnitt liegt dagegen bei nur 74,0 Prozent (Stand jeweils Volkszählung 2011). Nach dem jährlichen Bildungsreport der Nichtregierungsorganisation Pratham besuchten im Jahr 2012 über 60 % der Schüler in Kerala Privatschulen. Die Anwesenheitsrate in Grundschulen war mit 94,4 % eine der höchsten unter Indiens Bundesstaaten, die Tendenz war gegenüber 2009 noch steigend. 92 % der Schulen in Kerala erfüllen die Vorgaben, die das Gesetz über das Recht auf Bildung an das Schüler-Lehrer-Verhältnis stellt (in ganz Indien sind es nur 43 %). Der Anteil der Schulen, in denen es pro Lehrer wenigstens ein Klassenzimmer gab, sowie der Schüler, die in der 5. Klasse grundlegende Rechenfähigkeiten hatten, nahm zwischen 2009 und 2012 – entgegen dem indienweiten Trend – zu.
In Kerala gibt es sieben Universitäten, die Kerala University in Thiruvananthapuram, die Cochin University of Science and Technology in Kochi, die Kannur University, die Calicut University in Kozhikode, die Mahatma Gandhi University in Kottayam, die Kerala Agricultural University in Thrissur und die Sree Sankaracharya University of Sanskrit in Kalady.

### Siedlungsstruktur

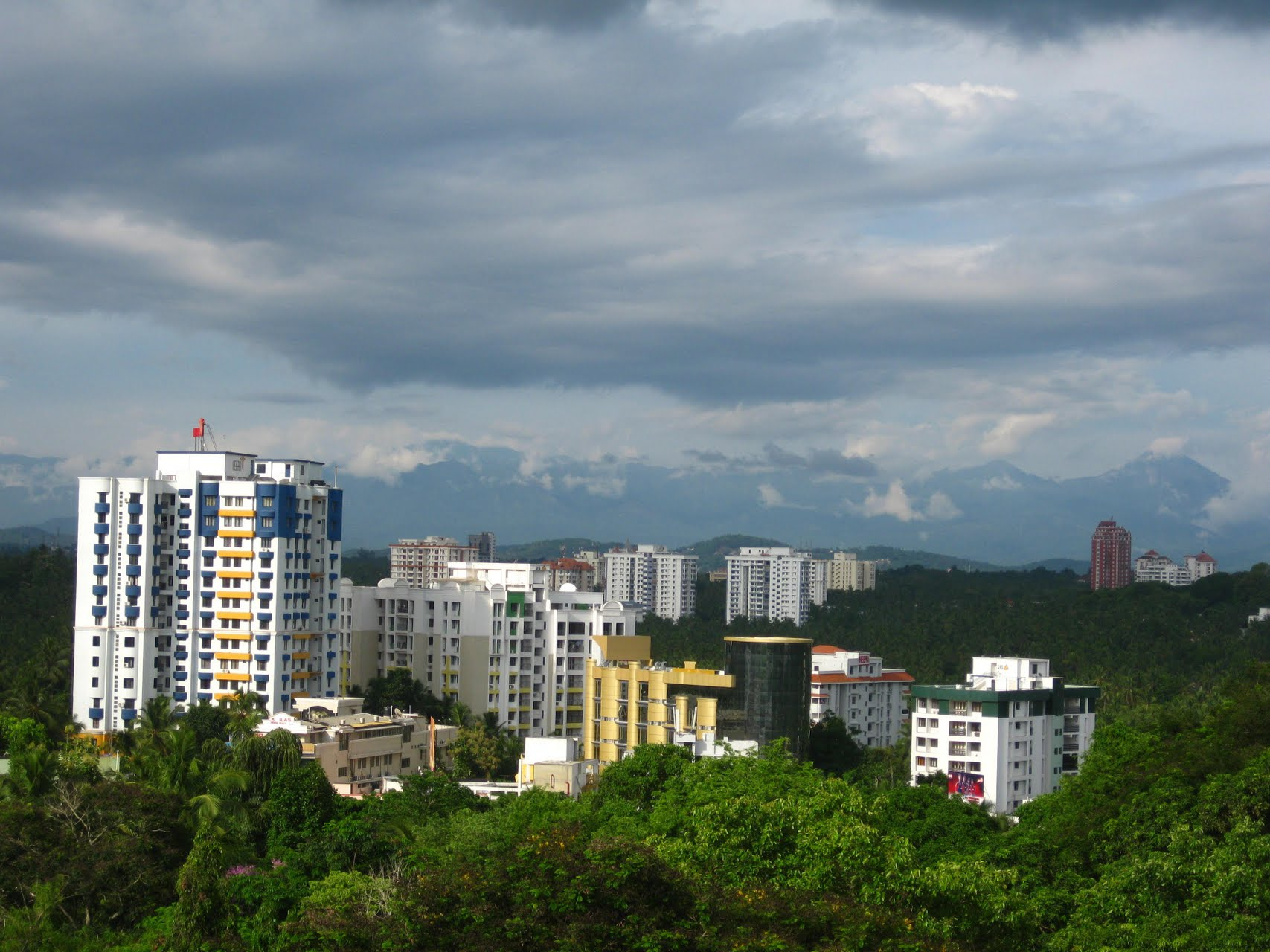
Thiruvananthapuram ist die größte Stadt Keralas

Die Siedlungsstruktur Keralas unterscheidet sich stark von den meisten anderen Gegenden Indiens. Statt klar abgegrenzter Ortschaften mit umliegenden unbebauten Gebieten herrschen hier raumgreifende Streusiedlungen vor. Entsprechend lassen sich Städte und Dörfer oft nur schwer abgrenzen. Dies spiegelt sich auch in den offiziellen Statistiken wider. Nach der Volkszählung 2011 gibt es in Kerala 520 Städte und 1018 Dörfer. Von den Städten sind aber nur 59 Statutarstädte, d. h. Städte im juristischen Sinne. Die restlichen 461 sind „Zensusstädte“, d. h. Dörfer, die aufgrund bestimmter demografischer Kriterien statistisch als Städte gezählt werden. Bei der vorigen Volkszählung 2001 waren in Kerala noch 60 Statutarstädte und nur 99 Zensusstädte gegenüber 1364 Dörfern registriert worden. Der Unterschied in der statistischen Definition der Städte und Dörfer erklärt auch den sprunghaften Anstieg des Anteils der Stadtbevölkerung von 26 Prozent im Jahr 2001 auf 48 Prozent im Jahr 2011. Die Urbanisierungsrate gehört damit zu den höchsten Indiens und liegt deutlich über dem Landesdurchschnitt von 31 Prozent.
Die größte Stadt Keralas ist die im Süden des Bundesstaates gelegene Hauptstadt Thiruvananthapuram (Trivandrum) mit rund 752.000 Einwohnern (Volkszählung 2011), gefolgt von Kochi (Cochin) in Zentralkerala, das rund 602.000 Einwohner zählt. Die größte Stadt Nordkeralas ist Kozhikode (Calicut) mit rund 432.000 Einwohnern. Andere wichtige Städte sind Kollam (Quilon, 350.000 Einwohner) und Alappuzha (Alleppey, 174.000 Einwohner) im Süden sowie Thrissur (Trichur, 316.000 Einwohner) und Palakkad (Palghat, 131.000 Einwohner) in Zentralkerala. Verglichen mit dem Rest Indiens sind die Einwohnerzahlen der größten Städte Keralas eher gering. Aufgrund der erwähnten Besonderheiten in der Siedlungsstruktur des Bundesstaates greifen die Agglomerationen der Städte aber oft weit über die eigentlichen Stadtgrenzen hinaus. So gibt es nach Volkszählung 2011 in Kerala sieben Agglomerationen mit mehr als einer Million Einwohnern, nämlich Kochi (2,1 Millionen), Kozhikode (2,0 Millionen), Thrissur (1,9 Millionen), Malappuram (1,7 Millionen), Thiruvananthapuram (1,7 Millionen), Kannur (1,6 Millionen) und Kollam (1,1 Millionen).

#### Bevölkerungsentwicklung
Zensusbevölkerung von Kerala seit der ersten indischen Volkszählung im Jahr 1951. Aufgrund einer niedrigeren Geburtenrate als in anderen indischen Bundesstaaten und stetiger Auswanderung, vor allem in die arabischen Golfstaaten, hatte Kerala beim Zensus 2011 nur noch ein moderates Bevölkerungswachstum (+4,59 % zu 2001).
| Zensusjahr | Einwohnerzahl |
| ---------- | ------------- |
| 1951       | 13.549.000    |
| 1961       | 16.904.560    |
| 1971       | 21.347.300    |
| 1981       | 25.453.680    |
| 1991       | 29.098.523    |
| 2001       | 31.839.000    |
| 2011       | 33.387.677    |

## Geschichte

### Frühgeschichte
Eine Legende besagt, dass ein Mann namens Parashurama, eine Inkarnation des Vishnu, der eine Siedlung für seine Krieger suchte, von den Göttern Land aus dem Meer zugesprochen bekam. Er musste allerdings seine Axt von einem Berg im jetzigen Norden Keralas werfen. Dort, wo seine Axt landete, verwandelte sich das Meer in Land und der Teil zwischen den Bergen und dem Meer wurde zum heutigen Kerala.
Soweit die Legende, doch tatsächlich ist nur wenig über Keralas frühe Geschichte bekannt. Vieles ist ungesichert oder nur in Legenden und Mythen überliefert. So soll der Apostel Thomas im Jahre 52 in Muziris (heute Kodungallur) gelandet sein – der antiken Hafenstadt, die im 1. Jahrhundert n. Chr. auch der römische Gelehrte Plinius der Ältere erwähnte – und das Christentum nach Kerala gebracht haben. Wahrscheinlicher ist jedoch, dass es durch christliche Kaufleute aus Syrien eingeführt worden ist. Belegt sind christliche Gemeinden erst seit dem 4. Jahrhundert. Nach der Zerstörung des Tempels in Jerusalem 70 n. Chr. soll es angeblich auch eine Masseneinwanderung von Juden nach Muziris gegeben haben. Möglicherweise gab es aber auch vorher schon Juden an der Malabarküste.
Tatsache ist, dass Kerala vermutlich auf Grund der ursprünglich dichten Dschungelgebiete später als andere Regionen Indiens besiedelt wurde. Kontakte mit dem hochentwickelten nordindischen Reich der Maurya trieben die Entwicklung jedoch schnell voran. Buddhismus und Jainismus breiteten sich damals in Kerala aus. Zu früher Bedeutung gelangte die Region durch den Handel mit Phönizien, Ägypten, Babylon, Arabien, China und dem Römischen Reich.

### Sangam-Ära und Erstes Chera-Reich (bis ca. 400 n. Chr.)
Erst mit der tamilischen Sangam-Ära (ca. 300 v. Chr. bis 200 n. Chr.) lassen sich sichere Aussagen über Keralas Geschichte treffen. Zu dieser Zeit existierte im Norden Keralas das Reich der Mooshika-Könige, nach seiner Hauptstadt Ezhimala genannt. Im äußersten Süden, etwa vom Kap Komorin bis Thiruvananthapuram, herrschten die Ays. Die mittlere Malabarküste wurde von den Cheras kontrolliert, einer ursprünglich in Tamil Nadu herrschenden Dynastie, die bereits in Inschriften aus der Zeit Ashokas erwähnt wurde. Sie waren die mächtigsten Herrscher der Region und führten zahlreiche Kriege gegen andere tamilische Dynastien wie die Cholas und die Pandyas. Ihre Hauptstadt war Vanchi, dessen genaue Lage aber bis heute umstritten ist.

### „Dunkles Zeitalter“ (ca. 400–800)
Nach dem Ende der Sangam-Ära konnten sich die Cheras noch einige Zeit behaupten, wurden aber um 400 von den aus dem Dekkan kommenden Kalabhras vernichtet. Über deren Herrschaft in den kommenden vier Jahrhunderten ist wenig bekannt, man spricht daher vom „Dunklen Zeitalter“ oder „Kalabhra-Interregnum“. Ende des 8. Jahrhunderts wurden die Kalabhras von den Pallavas, Chalukyas, Pandyas und Rashtrakutas besiegt.

### Zweites Chera-Reich (800–1102)
Im Jahre 800, unmittelbar nach dem Untergang der Kalabhras, gelang es den Cheras unter König Kulasekhara (800–820), ihre Macht wiederherzustellen. Mit der Gründung von Kollam 825 beginnt die Malayalam-Zeitrechnung (Kolla Varsham). Als größter König des Zweiten Chera-Reiches gilt Sthanu Ravi Varman, unter dessen Herrschaft (844–885) der Seehandel blühte wie nie zuvor. In seine Regentschaft fällt auch die Ankunft des arabischen Kaufmanns Sulaiman 851, der den Islam an der Malabarküste etablierte. Nach Sthanu Ravi Varmans Tod flammten alte Feindschaften mit den Cholas wieder auf, die bis zum Ende des Reiches anhielten. Während der Herrschaft des letzten Chera-Königs Rama Varma Kulasekhara (1090–1102) nahmen die Cholas die Hauptstadt Mahodyapuram (das frühere Muziris) ein. Mit seinem Tod ging auch sein Reich zugrunde.

### Mittelalterliche Königreiche bis zur Ankunft der Europäer (1102–1498)
Aus der Asche des Chera-Reiches stiegen mehrere unabhängige Königreiche empor. Die bedeutendsten waren Venad (das spätere Travancore), Nediyirippu Swarupam unter der Herrschaft der Zamorine von Calicut (heute Kozhikode) und Perumpadappu Swarupam (Cochin). Daneben existierte eine verwirrende Vielzahl von Kleinstaaten.
Venads erster bedeutender Herrscher war Udaya Marthanda Varma (1175–1195). Die Hauptstadt Quilon (heute Kollam) entwickelte sich zu einer wohlhabenden Hafenstadt, sie wurde 1275 von Marco Polo besucht. Seinen Zenit erreichte der Staat jedoch unter Ravi Varma Kulasekhara (1299–1314). Danach erlosch die Bedeutung Venads allmählich. Der Staat gelangte erst im 18. Jahrhundert als Travancore wieder zu Bedeutung.
Nediyirippu Swarupam, im Besonderen seine Hauptstadt Calicut, kam durch den Seehandel mit Arabien und China zu großem Wohlstand. Die Zamorine (wörtlich: „Herren der See“) vergrößerten ihr Reich durch die Eroberung vieler Kleinstaaten beträchtlich. Schließlich stiegen sie zu den unbestrittenen Herrschern der nördlichen Malabarküste auf. Erst durch die Einmischung europäischer Kolonialmächte begann auch ihre Macht zu schwinden.
Über die Geschichte von Perumpadappu Swarupam oder Cochin bis zur Ankunft der Europäer ist nicht viel bekannt. Ähnlich wie Calicut und Quilon vermochte es sich aber dank des gewinnbringenden Seehandels aufrechtzuerhalten. Im 15. Jahrhundert kam es zunehmend zu Konflikten mit den expandierenden Zamorinen von Calicut.

### Kolonialzeit (1498–1947)

#### Portugiesische Kolonialherrschaft (1498–1663)

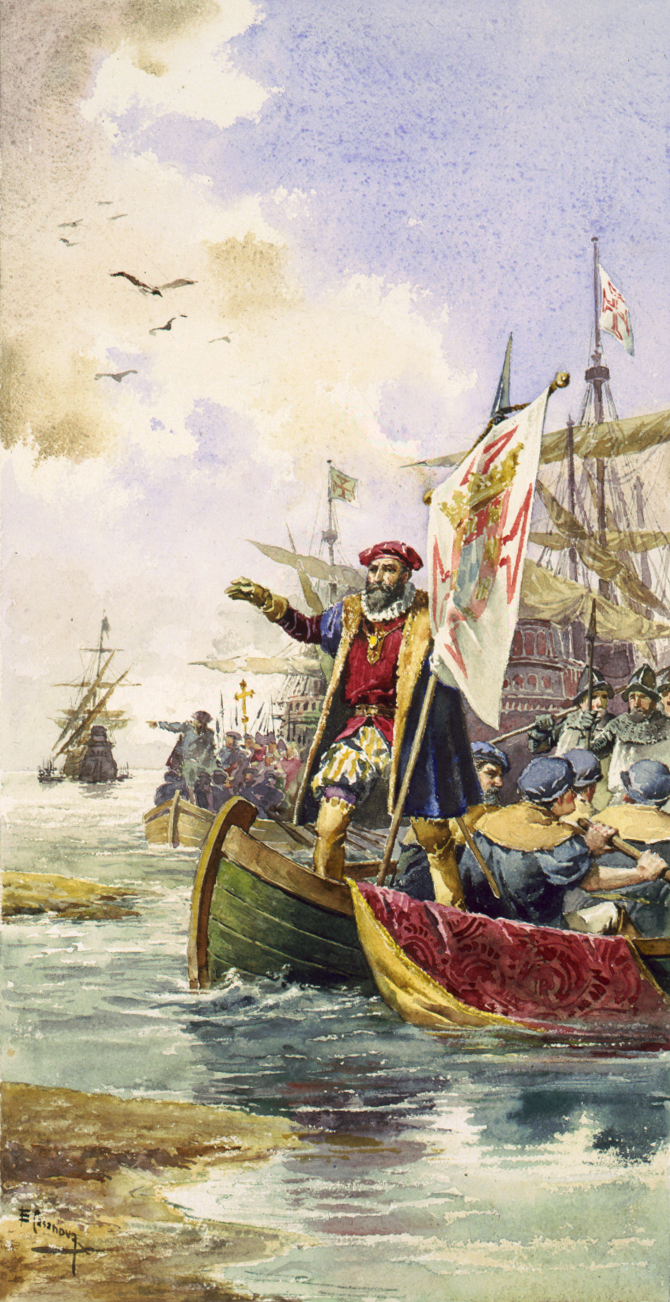
Vasco da Gama bei der Landung nahe Calicut 1498 (Aquarell, etwa 1880)

Der portugiesische Seefahrer Vasco da Gama landete am 20. Mai 1498 nach der ersten erfolgreichen Umsegelung Afrikas am Strand Kappad, etwa 30 km nördlich von Calicut. Zunächst wurde er vom Zamorin freundlich empfangen. Als da Gama jedoch versuchte, das Gewürzmonopol der in Calicut ansässigen Araber an sich zu reißen, verwehrte ihm der Zamorin die erhofften Handelsprivilegien. Da Gama wandte sich daraufhin an den Raja von Cochin, schloss mit ihm ein Bündnis und ließ 1503 in Cochin das erste europäische Fort auf indischem Boden errichten. Auf diese Art und Weise wurden Cochin und Calicut in den bald darauf ausbrechenden Krieg zwischen Portugiesen und Arabern verwickelt. Unter Ausnutzung der Feindschaft zwischen den beiden Königreichen gelang es Portugal, das Gewürzmonopol der Araber zu brechen. 1506 wurde Afonso de Albuquerque Gouverneur aller portugiesischen Besitzungen in Indien. Er schuf vorübergehend Frieden mit dem Zamorin, den seine Nachfolger aber wieder brachen.
Portugals Einfluss äußerte sich in vielen Lebensbereichen, der Mode, Architektur, der Einführung bestimmter Anbausorten wie Cashewnüssen und Tabak, aber auch in religiöser Intoleranz und Fanatismus.

#### Niederländische Kolonialherrschaft (17. und 18. Jahrhundert)
Die Inkompetenz und Bestechlichkeit von Albuquerques Nachfolgern sowie die politische und wirtschaftliche Schwäche des portugiesischen Mutterlandes im späten 16. Jahrhundert führten zum langsamen Niedergang der Macht Portugals in Kerala. Dazu kam der wachsende Einfluss der aufstrebenden Seemacht Niederlande. 1603 landete Admiral Steven van der Hagen auf Geheiß der Niederländischen Ostindien-Kompanie in Calicut und schloss die ersten Verträge mit dem Zamorin, der die Portugiesen aus seinem Reich ausweisen wollte. Weitere Verträge folgten. Die Niederländer errichteten Festungen in Purakkad, Kayakulum, Quilon und Travancore. 1662 gelang es ihnen, die Portugiesen aus Cranganore (heute Kodungallur) zu vertreiben und 1663 eroberten sie schließlich Cochin. Damit verlor Portugal seinen letzten Stützpunkt in Kerala und die Niederlande wurden zur bestimmenden politischen Kraft. Der Niedergang setzte mit dem unerwarteten Aufstieg Travancores ab 1729 und der Invasion durch Mysore ein.

#### Travancore (1729–1947)
Marthanda Varma erbte 1729 die kläglichen Überreste des einst mächtigen Venad. Er eroberte jedoch zahlreiche kleinere Fürstentümer und schloss sie zu einem Reich namens Travancore zusammen. In der Schlacht von Colachel (1741) gelang es ihm sogar, die Niederländer zu schlagen. 1753 unterzeichneten diese einen Friedensvertrag. Sein Neffe Rama Varma, der ihm 1758 auf den Thron folgte, erwies sich als ebenso fähiger Herrscher. Seine Regentschaft dauerte bis 1798. Unter britischen Einfluss geriet Travancore erst, als es 1791 von Mysore bedroht wurde. Nur durch ein Hilfegesuch an die Briten konnte sich Travancore verteidigen, musste aber im Gegenzug die Einsetzung eines Residenten hinnehmen. Fortan war es de facto ein britisches Protektorat, konnte aber formal seine Selbstständigkeit bis zur Unabhängigkeit Indiens 1947 behaupten.

#### Invasionen durch Mysore (1764–1792)
Hyder Ali, der Herrscher des im 18. Jahrhundert im Kampf gegen die britischen Kolonialbestrebungen erstarkten Mysore, lenkte 1764 sein Augenmerk auf Kerala. Zwei Jahre darauf gelang ihm die Einnahme von Calicut. 1773 führte er erneut Krieg an der Malabarküste und eroberte Trichur (heute Thrissur). Hyder Alis Nachfolger, Tipu Sultan, drang 1790–1792 bis in den Süden Keralas vor. Britische Truppen setzten seiner Machtausdehnung jedoch ein schnelles Ende.

#### Britische Kolonialherrschaft (17. Jahrhundert–1947)
Den ersten Handelsvertrag mit dem Zamorin von Calicut schlossen die Engländer 1615. 20 Jahre später erhielten sie die Erlaubnis, alle portugiesischen Häfen in Kerala für ihren Handel anlaufen zu dürfen. Calicut geriet zunehmend unter ihren Einfluss und wurde 1664, nach dem Ausscheiden Portugals als Kolonialmacht in Kerala, englisch. Zunächst war die Konkurrenz durch die Niederländer groß, doch mit dem Ende des holländischen Einflusses durch die Invasionen Mysores konnten sich die Briten auch in Kerala als führende europäische Macht etablieren. 1795 wurde Travancore praktisch zum Protektorat, auch Cochin wurde britisches Einflussgebiet. Mit der Eingliederung Malabars in die Madras Presidency 1800 war die Kolonialherrschaft in Kerala endgültig gesichert. Erst ab den 1920er Jahren kam es im Rahmen der indischen Unabhängigkeitsbewegung wieder zu nennenswertem Widerstand. Besonders zu erwähnen sind der Moplah-Aufstand von 1921 und die Punnapra-Vayalar-Revolte von 1946.

### Kerala im unabhängigen Indien (seit 1947)

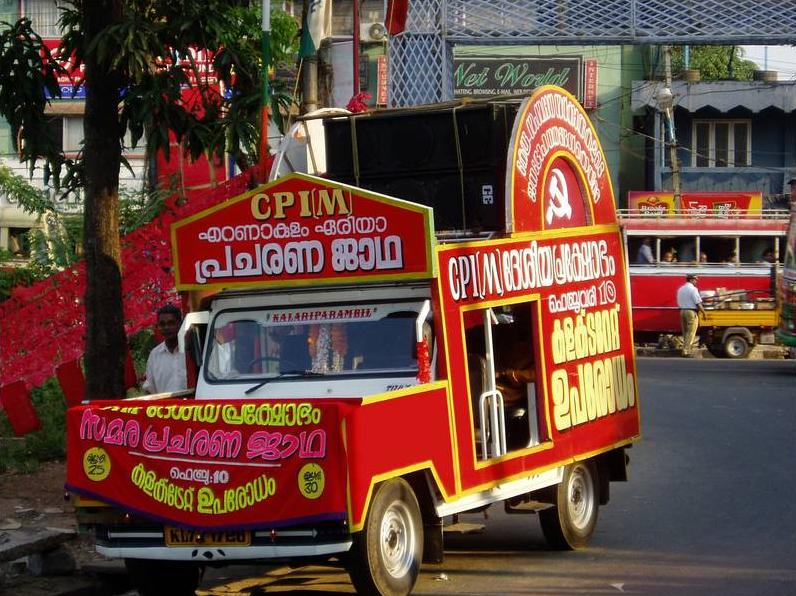
Ein Wahlkampffahrzeug der CPI (M) in Ernakulam, Kerala (2004)

Zwei Jahre nach Erlangung der Unabhängigkeit Indiens im Jahr 1947 bildeten die Fürstenstaaten Travancore und Cochin am 1. Juli 1949 die Föderation Travancore-Cochin und vollzogen den Anschluss an Indien. Diese wurde am 1. Januar 1950 ein Bundesstaat (B-Staat, siehe Geschichte Indiens). Durch den States Reorganisation Act wurden am 1. November 1956 die Grenzen der indischen Bundesstaaten entsprechend den Sprachgrenzen neu gezogen. Der größte Teil von Travancore-Cochin vereinigte sich mit dem Malabar-Distrikt des Bundesstaates Madras zum Bundesstaat Kerala, dessen Grenzen nun weitgehend mit den Sprachgrenzen des Malayalam übereinstimmen. Der äußerste Süden Travancores kam als Distrikt Kanyakumari zum Bundesstaat Madras (seit 1969 Tamil Nadu).
Die ersten allgemeinen Wahlen in Kerala fanden 1957 statt. Aus ihnen ging die Communist Party of India (CPI) als Sieger hervor. Zum ersten Mal verlor die Kongresspartei damit eine Wahl im unabhängigen Indien, zugleich konnte erstmals in der Geschichte eine kommunistische Partei freie und demokratische Wahlen für sich entscheiden. Unruhen brachten das Kabinett von Chief Minister E. M. Sankaran Namboodiripad aber schon nach zwei Jahren wieder zu Fall. Effektiv haben sich seitdem bei fast jeder Wahl Kommunisten und Kongresspartei als Regierungsmacht abgewechselt. Heute existieren in Kerala zwei große politische Bündnisse: die United Democratic Front (UDF) unter Führung der Kongresspartei und die Left Democratic Front (LDF), angeführt von der CPM. Der amtierende Chief Minister Keralas ist seit dem 25. Mai 2016 Pinarayi Vijayan von der CPM.
Die konservative hindunationalistische Bharatiya Janata Party (BJP), die ihren politischen Schwerpunkt im „Hindu-Gürtel“ im Norden Indiens hat, spielte bislang keine große politische Rolle. Bei den letzten Wahlen kam es zu gewalttätigen Auseinandersetzungen zwischen BJP und Kommunisten bzw. deren Unterorganisationen, die auch etliche Todesopfer forderten.

## Politik

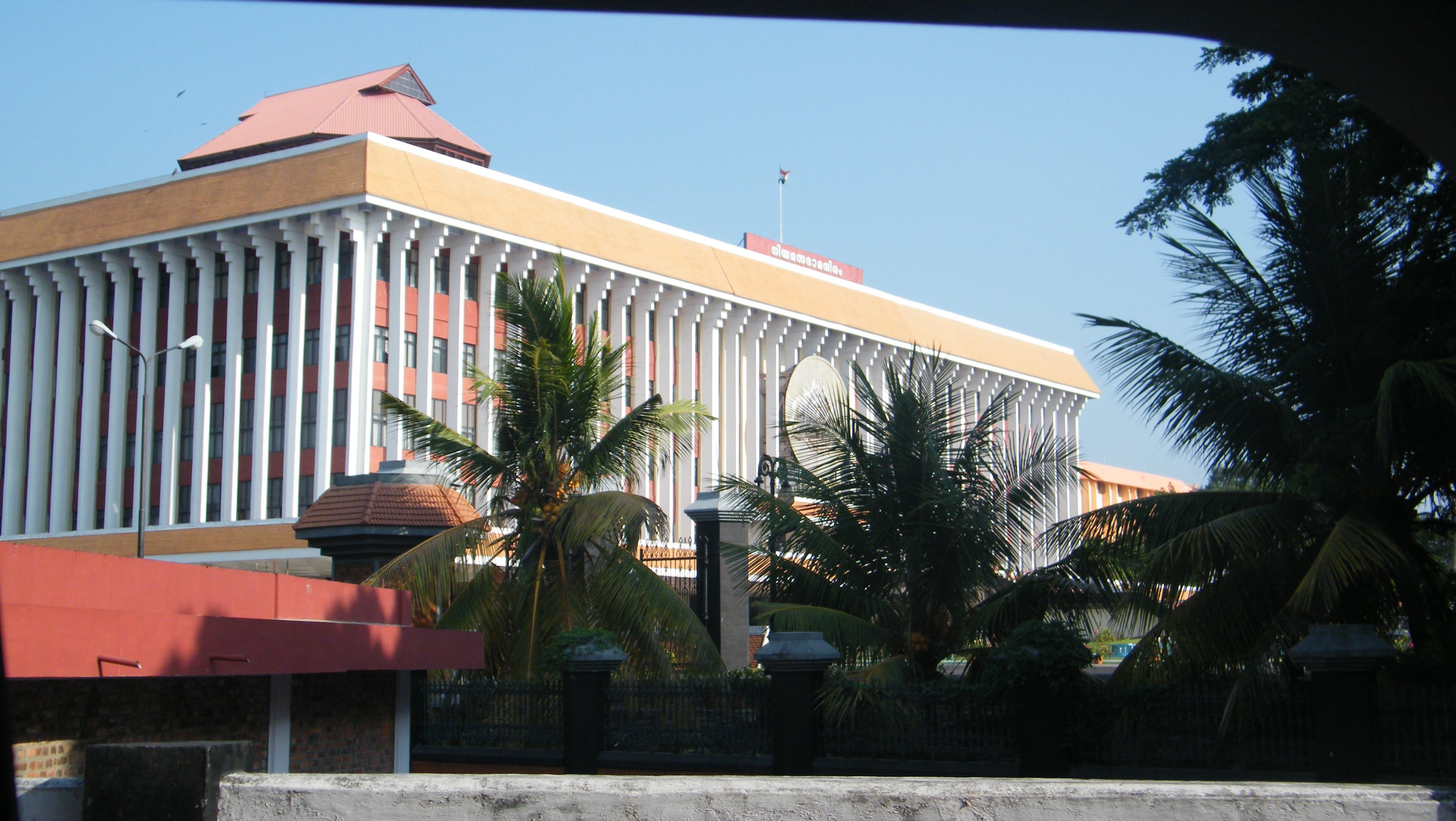
Parlamentsgebäude in Thiruvananthapuram

### Politisches System
Die Legislative Keralas besteht aus einem Einkammerparlament, der Kerala Legislative Assembly oder Kerala Niyamasabha. Das Parlament hat 141 Abgeordnete, von denen 140 alle fünf Jahre durch Direktwahl bestimmt werden. Dabei sind zwölf Sitze für Angehörige benachteiligter Kasten (Scheduled Castes) und zwei für Angehörige der indigenen Stammesbevölkerung (Scheduled Tribes) reserviert. Ein Abgeordneter wird als Vertreter der anglo-indischen Minderheit vom Gouverneur ernannt. Das Parlament hat seinen Sitz in Thiruvananthapuram. Die Regierungsgewalt liegt beim Chief Minister, der das Kabinett zusammenstellt. Ernannt wird er vom Gouverneur, der wiederum vom indischen Staatspräsidenten in sein Amt berufen wird. Der Gouverneur ist zwar das formelle Oberhaupt Keralas, hat aber eher repräsentative Aufgaben. Immerhin kann er auf Bitten des Chief Ministers das Parlament auflösen. Höchster Gerichtshof des Staates, und zugleich des Unionsterritoriums Lakshadweep, ist der Kerala High Court mit Sitz in Ernakulam. Seine wichtigste Aufgabe ist es, die Einhaltung der Grundrechte zu überwachen und durchzusetzen. Daneben ist er als unabhängiges Organ für die Beilegung von Streitigkeiten bei Wahlen oder über die Zuständigkeit untergeordneter Gerichte verantwortlich.
Die dezentrale und doch enge Verzahnung von Politik und Zivilgesellschaft Keralas wird gelegentlich als „demokratischer Kommunismus“ bezeichnet.

### Parteien
Parteipolitisch ist Kerala seit der Unabhängigkeit durch die Parteien des Mitte-links-Spektrums dominiert. Seit 1962 wechselten sich – bis auf kurze Phasen der President’s rule – die Communist Party of India (Marxist) und der Indische Nationalkongress an der Regierungsspitze ab. Hindu-nationalistische Parteien, die ihren Schwerpunkt im Hindi-Sprachgürtel Nordindiens haben, hatten bei Wahlen bisher nie eine Chance. Eine Besonderheit Keralas ist die langjährige Existenz einer muslimischen Regionalpartei, der Indian Union Muslim League, die seit den 1950er Jahren durchgehend im Parlament vertreten ist. Außerdem gibt es den Kerala Congress, der in den 1960er Jahren als lokale Abspaltung von der Kongresspartei entstand und besonders von der christlichen Minderheit gewählt wird, aber keine religiöse Partei ist. Der Kerala Congress hat im Laufe der Jahre vielfache Abspaltungen erfahren. Die abgespaltenen Fraktionen wurden meist nach ihren jeweiligen Parteiführern benannt, z. B. Kerala Congress (Mani), Kerala Congress (Joseph) etc. Größte Kerala Congress-Fraktion ist der Kerala Congress (Mani). Die letzte Wahl am 16. Mai 2016 ergab einen Sieg des Linksbündnisses über die zuvor regierende Kongresspartei.
Laut einer Erhebung von Transparency International Indien aus dem Jahr 2005 ist Kerala der mit Abstand am wenigsten korrupte Bundesstaat Indiens. In allen elf untersuchten Sektoren öffentlicher Dienste wurde hier am wenigsten Korruption wahrgenommen.

## Verwaltungsgliederung
Kerala ist in 14 Distrikte unterteilt (Einwohnerzahl und Bevölkerungsdichte nach der Volkszählung 2011).

Distrikte Keralas

|    | Distrikt           | Verwaltungssitz    | Fläche    | Einwohner (2011) | Bev.- dichte  |
| -- | ------------------ | ------------------ | --------- | ---------------- | ------------- |
| 1  | Alappuzha          | Alappuzha          | 1.415 km² | 2.127.789        | 1.504 Ew./km² |
| 2  | Ernakulam          | Kochi              | 3.063 km² | 3.282.388        | 1.072 Ew./km² |
| 3  | Idukki             | Painavu            | 4.356 km² | 1.108.974        | 255 Ew./km²   |
| 4  | Kannur             | Kannur             | 2.961 km² | 2.523.003        | 852 Ew./km²   |
| 5  | Kasaragod          | Kasaragod          | 1.989 km² | 1.307.375        | 657 Ew./km²   |
| 6  | Kollam             | Kollam             | 2.483 km² | 2.635.375        | 1.061 Ew./km² |
| 7  | Kottayam           | Kottayam           | 2.206 km² | 1.974.551        | 895 Ew./km²   |
| 8  | Kozhikode          | Kozhikode          | 2.345 km² | 3.086.293        | 1.316 Ew./km² |
| 9  | Malappuram         | Malappuram         | 3.554 km² | 4.112.920        | 1.157 Ew./km² |
| 10 | Palakkad           | Palakkad           | 4.482 km² | 2.809.934        | 627 Ew./km²   |
| 11 | Pathanamthitta     | Pathanamthitta     | 2.652 km² | 1.197.412        | 452 Ew./km²   |
| 12 | Thiruvananthapuram | Thiruvananthapuram | 2.189 km² | 3.301.427        | 1.508 Ew./km² |
| 13 | Thrissur           | Thrissur           | 3.027 km² | 3.121.200        | 1.031 Ew./km² |
| 14 | Wayanad            | Kalpetta           | 2.130 km² | 817.420          | 384 Ew./km²   |

## Wirtschaft

### Wirtschaftsbereiche

#### Landwirtschaft / primärer Sektor

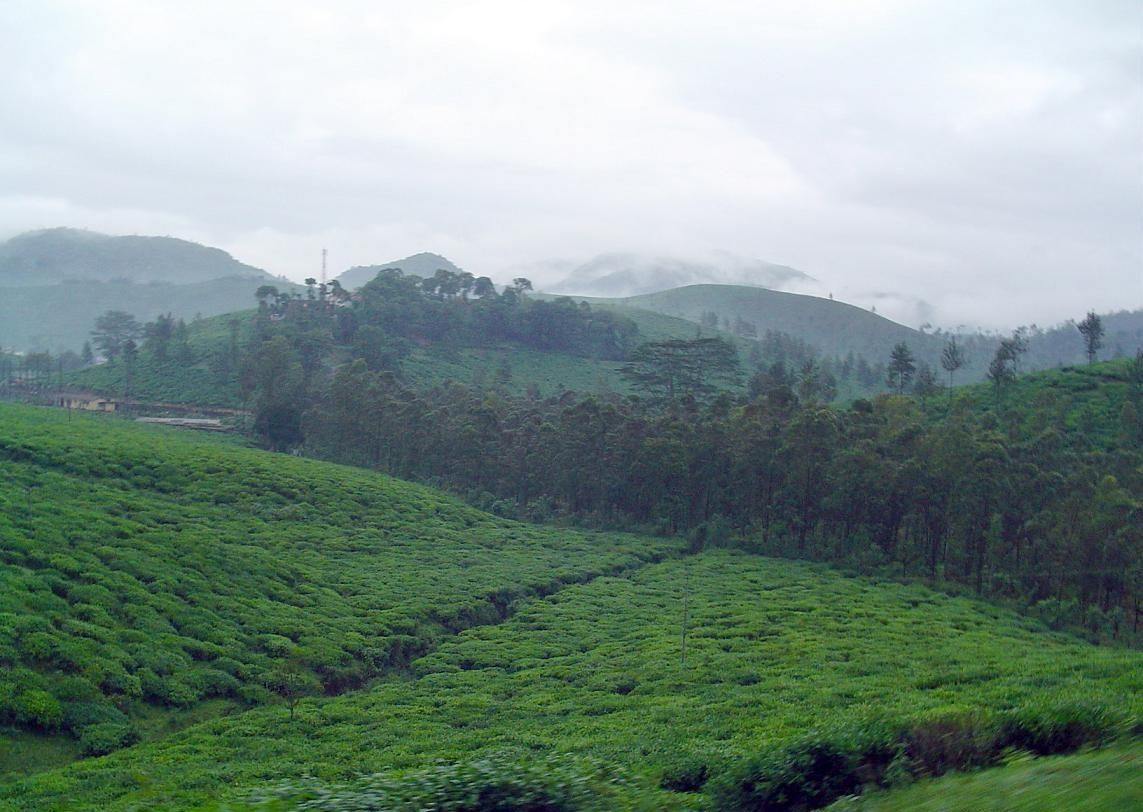
Teeplantage in Kerala

Rückgrat der Wirtschaft sind nach wie vor die Landwirtschaft und der Fischfang. Etwa 86 % der Fläche Keralas wird landwirtschaftlich genutzt. Hauptanbauprodukte sind Reis, Kokosnüsse (45 % der gesamtindischen Ernte), Kautschuk (92 %), Betelnüsse (24 %), Cashewnüsse, Tee (siehe Teeanbau in Indien), Kaffee, Kakao (63 %) und diverse Gewürze, vor allem Pfeffer (97 %). Die meisten dieser Erzeugnisse werden exportiert oder industriell verarbeitet.
Da der Schwerpunkt bei der landwirtschaftlichen Produktion auf kommerziellen Erzeugnissen liegt, muss Kerala rund 60 % seines Getreidebedarfs durch Einfuhren aus anderen Bundesstaaten decken.
Die Fischerei ist ebenfalls stark auf den Export ausgerichtet. Wichtige Fischfangerzeugnisse sind Sardinen, Garnelen, Hummer, Tintenfisch und Thunfisch.
Der Bergbau spielt nur eine untergeordnete Rolle, da Kerala kaum über nennenswerte Bodenschätze verfügt.

#### Industrie
Die Industrie ist vergleichsweise schwächer ausgeprägt als in vielen anderen Landesteilen, nicht zuletzt wegen der äußerst starken Gewerkschaften. Sie trägt nur etwa zehn Prozent zum Bruttoinlandsprodukt bei. Auch beim industriellen Wachstum hinkt Kerala anderen Bundesstaaten hinterher. Die keralesische Industrie beschränkt sich im Wesentlichen auf die Weiterverarbeitung landwirtschaftlicher Erzeugnisse wie Kautschuk, Kokos- und Cashewnüsse sowie die Textilindustrie (Baumwollgarn und -stoffe, Strickbekleidung, Wollstoffe). In diesen Zweigen herrschen kleinindustrielle Betriebe vor. Lediglich im Ballungsraum Kochi-Ernakulam, dem wichtigsten Industriezentrum, sind auch in nennenswertem Umfang kapitalintensivere Bereiche wie chemische und IT-Industrie angesiedelt. Letztere entwickelt sich aber nur allmählich.
Kerala besitzt seit den 1940er-Jahren bis heute eine überdurchschnittlich hohe Organisation in Genossenschaften und anderen Formen der Wirtschaftsdemokratie. Größtenteils als Widerstand gegen die Wirtschaftsweise der britischen Kolonialherrschaft gegründet, wurden Genossenschaftsmodelle nach deutschem Vorbild tatsächlich bereits durch die Briten eingeführt.

#### Dienstleistungen und Tourismus
Hohe wirtschaftliche Wachstumsraten erzielt dagegen der Dienstleistungssektor, in dem knapp drei Viertel des Bruttoinlandsproduktes erwirtschaftet werden. Vor allem der Tourismus gewinnt an Bedeutung und macht mittlerweile mehr als sechs Prozent des BIP aus.

### Soziales
Keralas Pro-Kopf-Einkommen (2011/12: 83.725 Rupien) liegt mehr als ein Drittel über dem indischen Durchschnitt (2011/12: 60.972 Rupien). Drastische Fälle von Armut wie in anderen Teilen Indiens (Slums u. ä.) sind in Kerala kaum anzutreffen, da hier in den letzten Jahrzehnten eine konsequente Agrarreform und Arbeitsbeschaffungsmaßnahmen durchgeführt worden sind. Mit 12 Prozent hat Kerala die zweitgeringste Armutsquote unter den indischen Bundesstaaten (nach Himachal Pradesh). Auch das Bildungs- und das Gesundheitssystem sind im Vergleich zu anderen Bundesstaaten gut ausgebaut. 
2018 und 2023 kam es zu Nipah-Ausbrüchen mit Todesopfern.
Die Lebenserwartung lag im Durchschnitt der Jahre 2010 bis 2014 mit 74,9 Jahren deutlich über dem indischen Durchschnitt von 67,9 Jahren. Die Säuglingssterblichkeitsrate Keralas ist mit 12 (pro 1000 Lebendgeburten) die geringste in Indien. Zugleich ist Kerala auch der Bundesstaat mit der niedrigsten Geburtenrate (15,2 pro Jahr und 1000 Einwohner). Der Index der menschlichen Entwicklung (HDI) Keralas lag 2019 bei 0,782 (auf einer Skala von 0 bis 1), weit über dem landesweiten Durchschnitt und ist damit der Indische Bundesstaat mit dem Höchsten HDI Wert, was auch weltweit betrachtet als hoch einzustufen ist. Kerala ist der indische Bundesstaat mit den höchsten Konsumausgaben pro Kopf (1835 Rupien pro Monat auf dem Land, 2413 Rupien in den Städten), wovon nur ein vergleichsweise geringer Teil für Nahrung ausgegeben werden muss (46 % bzw. 40 %).
Aufgrund der nur schwach ausgeprägten Industrie weist Kerala allerdings eine der höchsten Arbeitslosenquoten Indiens auf (7,3 % in den Städten, 7,5 % auf dem Land), daher sind viele gut ausgebildete Keralesen, die in der Heimat vergeblich nach Arbeit suchen, im Ausland angestellt, insbesondere in den Golfstaaten. Die Überweisungen der Auslandskeralesen an ihre Familien tragen erheblich zum relativ hohen Lebensstandard in Kerala bei.
Die Stellung der Frau in der keralesischen Gesellschaft ist für indische Verhältnisse gut. Das demografische Verhältnis der Frauen beträgt 1084 auf 1000 Männer gegenüber 940 auf 1000 Männer im gesamten Indien. Dies lässt darauf schließen, dass hier keine neugeborenen Mädchen sofort nach der Geburt getötet werden. Dies wird im sonstigen Indien häufig gemacht, um die hohe Mitgift – oft in Form von Goldschmuck – welche die Frau bei der Heirat von ihren Eltern zu bekommen hat, einzusparen. Auch die Analphabetenrate unter Frauen ist mit 8,0 Prozent ungewöhnlich niedrig (Indien: 34,5 Prozent; Stand jeweils Volkszählung 2011). Das gesellschaftliche Leben wird dennoch, wie im ganzen Land, fast ausschließlich von Männern bestimmt.
Der amerikanische Anthropologe Richard W. Franke und die Soziologin Barbara H. Chasin sprechen in wissenschaftlichen Veröffentlichungen seit den 1990er-Jahren vom „Kerala-Modell“ der Entwicklung. Der Umweltaktivist Bill McKibben bezeichnete das Modell Kerala bereits 1999 als „bizarre Anomalie unter den Entwicklungsländern“, die „wirkliche Hoffnung für die Entwicklung der Dritten Welt“ biete. Soziale Indikatoren wie Säuglingssterblichkeit, Alphabetisierung, Geburtenrate und Lebenserwartung wären fast schon auf dem Niveau der „Ersten Welt“, trotz eines vielfach geringeren Pro-Kopf-Einkommens.
Mit einem Wert von 0,770 erreicht Kerala 2015 den ersten Platz unter den 29 Bundesstaaten Indiens im Index der menschlichen Entwicklung. Das Entwicklungsniveau lag ungefähr auf einem Level mit Ländern wie Georgien und der Türkei.

### Infrastruktur

#### Straßen
Das Straßennetz Keralas ist infolge der hohen Bevölkerungsdichte wesentlich engmaschiger als in anderen indischen Bundesstaaten. In Kerala sind als einzigem Bundesstaat Indiens sämtliche Ortschaften ans Straßennetz angeschlossen. Es gibt acht sogenannte National Highways mit einer Gesamtlänge von 1524 km. Insgesamt verfügt Kerala über rund 140.000 Kilometer Straße (Stand: 2003).

#### Eisenbahn
Wie überall in Indien spielt die Eisenbahn eine wichtige Rolle. Die Southern Railway betreibt die breitspurige Hauptlinie entlang der Westküste sowie die in Shoranur abzweigende Hauptlinie, die über Coimbatore nach Chennai führt. Diese Hauptstrecke war bis zur Eröffnung der Konkanbahn (1999) die einzige Eisenbahnverbindung mit Nordindien. Daneben betreibt die Southern Railway auch die meterspurige Eisenbahnlinie von Kollam über Virudhunagar nach Chennai. Die Gesamtlänge aller Eisenbahnstrecken beträgt 1200 km.

#### Flughäfen
In Kerala existieren vier Flughäfen: der Thiruvananthapuram International Airport (IATA-Code: TRV), der Cochin International Airport (IATA-Code: COK) in Kochi, der (neue) Kannur International Airport (IATA-Code: CNN) und der Kozhikode International Airport (IATA-Code: CCJ).

#### Wasserstraßen
Von großer Bedeutung als Transportwege sind auch die weitverzweigten Wasserstraßen der Backwaters in den Distrikten Kasaragod, Kannur, Ernakulam, Kottayam, Alappuzha und Kollam.

#### Häfen
Der Hafen von Kochi ist einer der größten Indiens. Dort wurden 2004/2005 über 14 Millionen Tonnen umgeschlagen. Daneben gibt es mehrere kleinere Seehäfen an der Küste Keralas.

#### Stromversorgung
Drei Viertel des elektrischen Stroms werden aus Wasserkraft erzeugt, der Rest fast ausschließlich in Wärmekraftwerken. Kerala ist jedoch nicht in der Lage, seinen Strombedarf aus eigener Produktion zu decken, Stromausfälle sind daher an der Tagesordnung.

#### Telefonnetz
Kerala verfügt außerdem über das dichteste Telefonnetz Indiens.

## Kultur
Keralas reiches kulturelles Erbe unterscheidet sich deutlich von dem Nordindiens. Obwohl Kerala ethnisch einheitlicher ist als die Nachbarregionen, haben die starke Durchmischung der Glaubensrichtungen und die durch den Seehandel teils seit Jahrtausenden bestehenden Beziehungen mit dem Nahen Osten, China und Europa eine große kulturelle Vielfalt sowie viele regionale Eigenheiten hervorgebracht. Eine bedeutende Stätte zur Dokumentation des kulturellen Erbes von Kerala ist das Kerala Folklore Museum in Kochi.

### Musik
Prägend für die klassische Musik Keralas ist die in ganz Südindien verbreitete karnatische Musik mit den entsprechenden Instrumenten. Aswathi Thirunal Rama Varma, der Nachkomme der Königsfamilie von Travancore hat sich als Sänger und Vina-Spieler hervorgetan.
Mit Sopana Sangeetham hat sich in Kerala eine eigenständige Form der Tempelmusik herausgebildet. Viele Formen klassischer Musik sind untrennbar mit Tänzen und Tanzdramen verbunden, die in Kerala eine lange und reiche Tradition haben. Die moderne Popmusik wird wie in ganz Indien von der Filmmusik beherrscht.

### Tanz und Theater

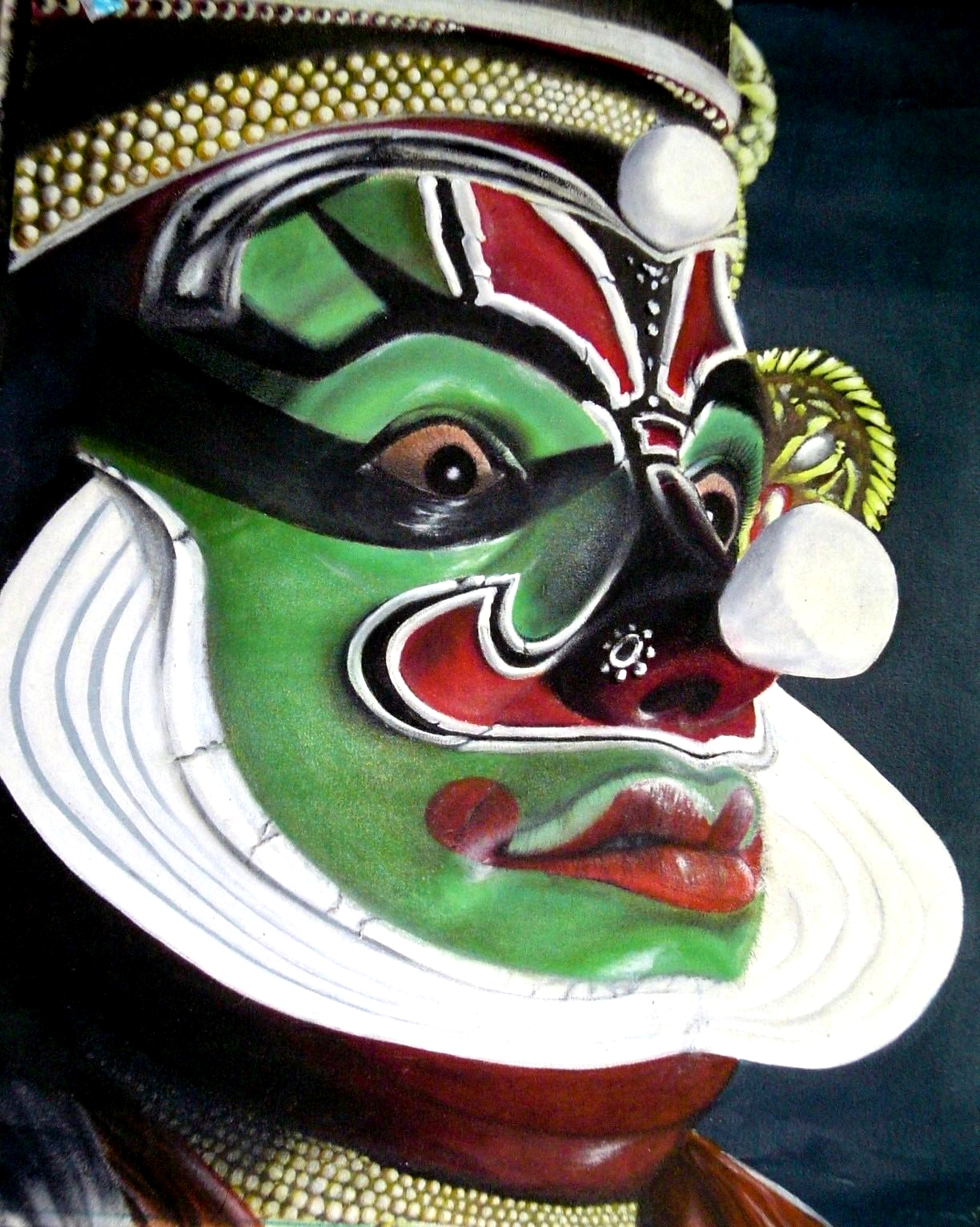
Kathakali-Tänzer

Tänze waren und sind ein wesentlicher Bestandteil der Kultur Keralas. Auffällig ist dabei die häufige Vermischung von Tanz- und Theaterformen, die zur Herausbildung von Tanzdramen führte.
Keralas berühmtester Tanz ist zweifellos Kathakali, das als eine der ältesten Tanzformen Südindiens gilt und in Kerala geradezu den Rang eines Nationaltanzes genießt. Es verbindet Musik und Tanz mit Schauspiel, Pantomime und religiös-mythologischen Themen, zumeist Episoden aus einem der großen hinduistischen Epen. Kennzeichnend sind die aufwändige Kostümierung und Maskierung der ausschließlich männlichen Darsteller. Die streng geregelte, traditionelle Darbietung des Kathakali erfordert von den Tänzern höchste Konzentration und Disziplin, und gilt daher als sehr schwer zu erlernen. Kathakali wird meist zu Tempelfesten, in jüngerer Zeit aber auch immer häufiger für kulturell interessierte Touristen aufgeführt. Aus dem Kathakali wurde der moderne Tanz Kerala Natanam entwickelt.
Neben Kathakali hat Kerala jedoch noch eine erstaunliche Anzahl weiterer klassischer Tänze vorzuweisen. Theyyam ist ein in Nordkerala verbreiteter ritueller Tanz. Wie Kathakali wird er nur von Männern getanzt und aufwändige Kostüme und Masken spielen dabei eine wichtige Rolle. Kutiyattam, welcher ein über 2000 Jahre alter Tempeltanz ist und ebenfalls durch prächtige Masken und stilisierte Gesten beeindruckt, wurde von der UNESCO als „Meisterwerk der Menschheit“ unter ihren Schutz gestellt.
Die Kuttu-Tänze (Kuthu) der Chakyar- und Nangyar-Kasten sind weitere Tänze, die traditionell zu Tempelfesten aufgeführt werden. Thullal war einst wegen seiner Einfachheit und seines Witzes sehr populär unter Arbeitern und niederen Kasten. Der langsame, anmutige Einzeltanz Mohiniyattam wird von Frauen dargeboten. Thiruvathirakali ist ein Gruppentanz der Frauen.
Auch bei den Muslimen und Christen spielen Tänze eine wichtige Rolle. So tanzen Mädchen bei der Vorbereitung einer muslimischen Braut auf die Hochzeit Oppana. Das christliche Musikdrama Chavittunatakam entstand zu Zeiten der portugiesischen Kolonialherrschaft und zeigt daher Einflüsse europäischer Mysterienspiele.

### Film
Das Kino stellt in Kerala ein wichtiges Genre mit hohem Beliebtheitsgrad und Massenwirksamkeit dar. Wenn auch nicht so populär wie die Bollywood-Produktionen, ist das Malayalam-Kino dennoch fest etabliert und hat einen nicht zu unterschätzenden Stellenwert im indischen Film. Im Vergleich zu Bollywood-Produktionen gilt der Malayalam-Film als tiefsinniger. Auch werden die Geschichten sehr viel differenzierter und die Charaktere vielschichtiger dargestellt. Allerdings erleidet der Malayalam-Film seit den späten 1990er Jahren einen Rückgang an Produktionen und Besucherzahlen durch das Aufkommen neuer Unterhaltungsmedien wie Kabelfernsehen und DVD, aber auch durch Schwarzkopien. Zu den renommiertesten keralesischen Filmschaffenden zählen der Regisseur Adoor Gopalakrishnan und die Schauspieler Mammootty und Mohan Lal. Diese beiden herausragenden Akteure sind seit mehr als 20 Jahren erfolgreich im Filmgeschäft tätig.

### Bildende Kunst
Älteste Wandmalereien aus dem 9. Jahrhundert in Hindutempeln zeugen von der langen Tradition der Malerei in Kerala. Noch bis ins 19. Jahrhundert war sie vor allem religiös inspiriert. Berühmt sind Raja Ravi Varmas vom europäischen Realismus geprägte Darstellungen von Göttern, Göttinnen und südindischen Frauen. In der modernen Kunst Indiens sind Künstler aus Kerala eher schwach vertreten.

### Kampfkunst
Die in Kerala entstandene Kampfkunst Kalarippayat teilt sich in einen nördlichen und einen südlichen Stil, von denen der nördliche in Kerala, der südliche in Tamil Nadu ausgeübt wird. Sie zählt zu den ältesten und bekanntesten indischen Kampfkünsten. Vermutlich war sie keinen äußeren Einflüssen ausgesetzt, wodurch sie sich in besonders ursprünglicher Form erhalten konnte. Heute wird Kalarippayat vor allem in ländlichen Gegenden Keralas ausgeübt.

### Kartenspiel
Das Kartenspiel 56 bzw. 28 erfreut sich in Kerala an großer Beliebtheit.

## Tourismus & Sehenswürdigkeiten

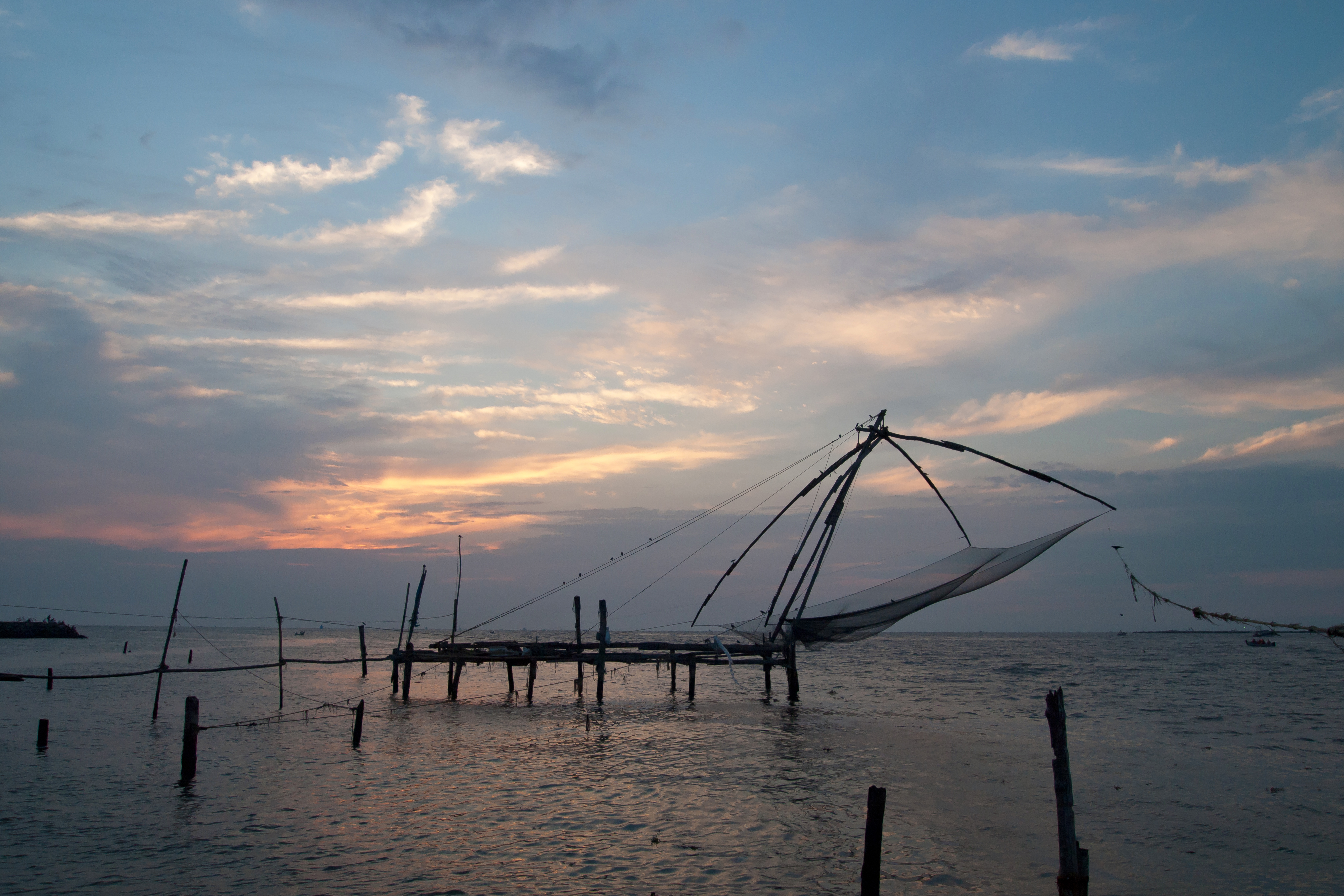
Chinesische Fischernetze in Kochi

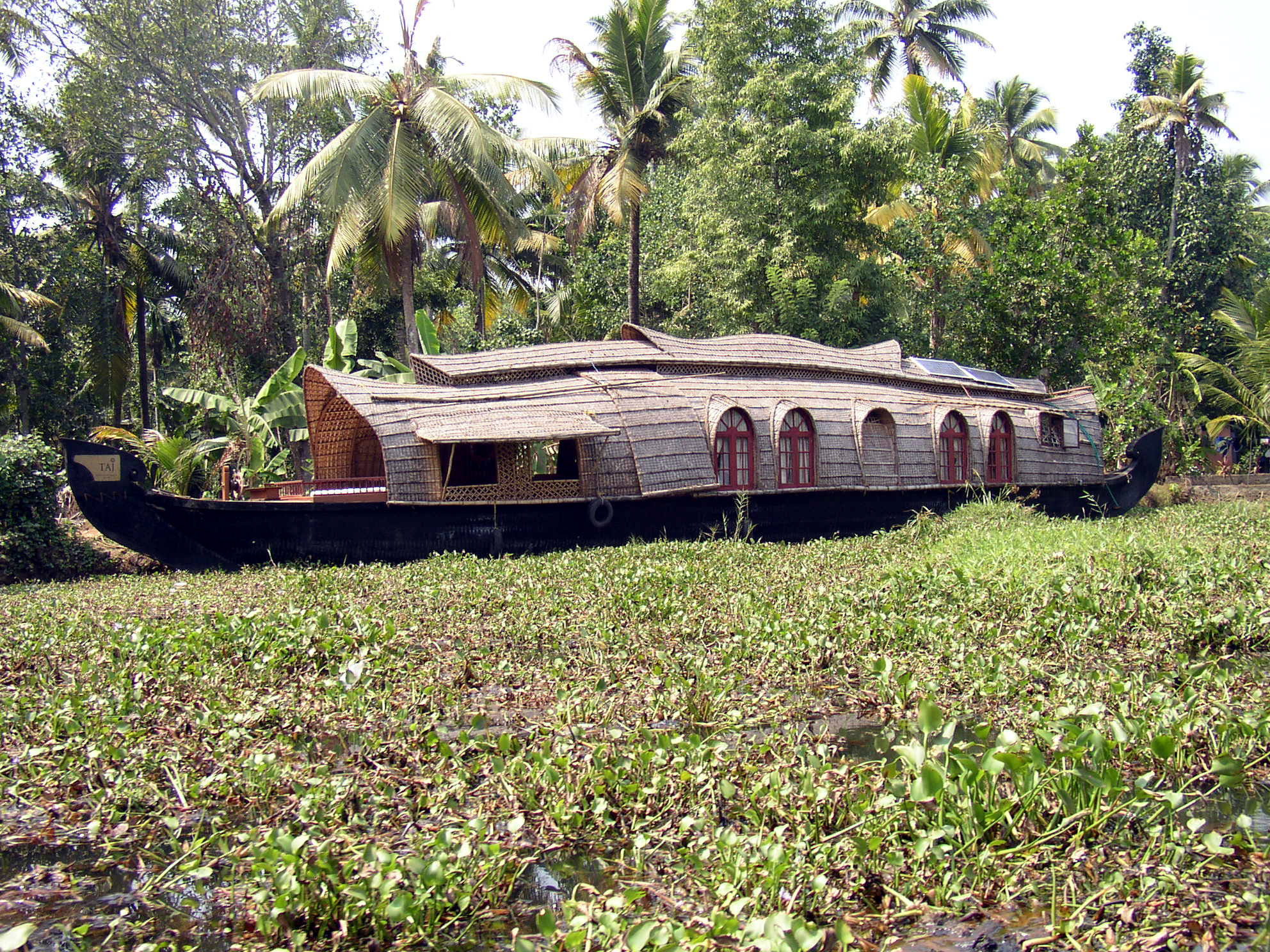
Hausboot auf den Backwaters

Kerala hat sich zu einem durchaus bedeutenden Urlaubsziel sowohl für ausländische als auch für einheimische Urlauber entwickelt. 2003 wurde das Land von 5,9 Millionen indischen und 295.000 ausländischen Gästen besucht.
Ein Grund für die Attraktivität Keralas als touristisches Ziel liegt in der landschaftlichen Schönheit. Besonders die Lagunen, Seen und Kanäle der Backwaters erfreuen sich großer Beliebtheit. Der Periyar-Nationalpark in den Westghats zählt zu den meistbesuchten Naturschutzgebieten Indiens. Auch der Eravikulam-Nationalpark oder die landschaftlich schön gelegenen Bergorte Munnar und Ponmudi lohnen einen Besuch. Ausländische Touristen werden zudem von den zahlreichen herrlichen Stränden, wie z. B. Kovalam oder Varkala, angelockt.
Ein weiterer Grund ist die faszinierende Mischung verschiedener Kulturen. Besonders in der alten Hafenstadt Kochi bekommt man dies zu spüren. Aber auch andere Städte wie Thiruvananthapuram, Thrissur, Alappuzha und Kollam haben interessante Sehenswürdigkeiten zu bieten. Der Palast von Padmanabhapuram nahe Thiruvananthapuram gilt als einer der Höhepunkte keralitischer Architektur.
Der offizielle Tourismus-Slogan Keralas lautet „God’s Own Country“ (Gottes eigenes Land) und wurde den Amerikanern abgeschaut, die ihr Land schon lange gerne so nennen.

## Persönlichkeiten
- Adi Shankara (um 788–820), hinduistischer Philosoph
- Madhava (1350–1425), Mathematiker
- Raja Ravi Varma (1848–1906), Maler
- Narayana Guru (1856–1928), Sozialreformer
- Matthew Kadalikattil (1872–1935), Ordensgründer der Herz-Jesu-Schwestern (gegründet 1911)
- V. K. Krishna Menon (1897–1974), Politiker und Staatsmann
- E. M. S. Namboodiripad (1909–1998), kommunistischer Politiker, erster Ministerpräsident Keralas
- K. R. Narayanan (1920–2005), Politiker und 10. Staatspräsident Indiens
- Vayalar Ramavarma (1928–1975), Dichter
- O. V. Vijayan (1930–2005), Schriftsteller
- George Sudarshan (1931–2018), Physiker
- Joseph Mar Thoma (1931–2020), Geistlicher und als Mar Thoma XXI. Metropolit der Mar-Thoma-Kirche in Indien
- M. T. Vasudevan Nair (1933–2024), Schriftsteller
- Paul Chittilapilly (1934–2020), Geistlicher und Bischof von Thamarassery
- Jose Punnamparambil (* 1936), deutscher Journalist und Buchautor
- K. Radhakrishnan (* 1949), Leiter von Indiens Weltraumorganisation ISRO
- Simon Kaipuram (1954–2019), Ordensgeistlicher und römisch-katholischer Bischof von Balasore
- Shashi Tharoor (* 1956), UNO-Mitarbeiter und Politiker
- Arundhati Roy (* 1961), Schriftstellerin
- Chacko Vadaketh (* 1963), Schauspieler, Synchronsprecher, Prozessanwalt und Präsentant der syrisch-christlichen Gemeinschaft Malayali/Keralan
- India Antony (* 1980), deutsche Filmschauspielerin indischer Abstammung
- Belsy (* 1984), italienische deutschsprachige Sängerin des volkstümlichen Schlagers
- V. B. Bineesh (* 1987), Leichtathlet
- Anjali Sivaraman (* 1994), Schauspielerin und Model